# Peter Rastl
Peter Rastl (* 20. November 1945 in Bad Aussee) ist ein österreichischer Informatiker, langjähriger Leiter des Zentralen Informatikdienstes der Universität Wien und gilt als „Vater des Internets“ in Österreich.

## Leben
Peter Rastl studierte Chemie, Physik und Mathematik an der Universität Wien und erwarb anschließend an der Naturwissenschaftlichen Fakultät das Doktorat mit seiner Dissertation Die k.p-APW-Methode zur Berechnung von Energiebandstrukturen. 1970 arbeitete er als wissenschaftliche Hilfskraft am Institut für Statistik, von 1971 bis 1974 als Chefprogrammierer. 1974 übernahm Rastl die Leitung des Interfakultären Rechenzentrums der Universität Wien, aus dem 1976 das EDV-Zentrum der Universität Wien, heute Zentraler Informatikdienst (ZID) entstand.
Seit dem 10. August 1990, als auf Rastls Initiative eine Standleitung zwischen dem Genfer Kernforschungszentrum CERN und der Universität Wien auf das Internet-Protokoll TCP/IP umgestellt wurde, ist Österreich ständig mit dem Internet verbunden. Er ließ die Internetdomain at für Österreich registrieren und nur vier Subdomains anlegen: ac.at für den akademischen Bereich, gv.at für den hoheitlichen, co.at für den kommerziellen und or.at für die sonstigen Bereiche. In den folgenden Jahren baute er das österreichische Wissenschaftsnetz ACOnet (Austrian Academic Computer Network) aus. Noch bis 1998 verwaltete der ZID der Universität Wien alle österreichischen Internetadressen.
Rastl ist Gründungsmitglied und war Vizepräsident der Vereinigung der Internet Service Providers Austria (ISPA) und war im Vorstand der CEENet (Central and Eastern European Networking Association). 1997 bis 1999 war er Aufsichtsratsvorsitzender des europäischen Internetproviders Ebone.
1981 bis 1990 war er außerdem Generalsekretär der Österreichischen Gesellschaft für Vogelkunde.

## Schriften (Auswahl)
- Die k.p-APW-Methode zur Berechnung von Energiebandstrukturen. Dissertation, Universität Wien 1974.
- mit Christian Oggolder: Die Geschichte des Internets als technische Infrastruktur. In: Österreichische Mediengeschichte, Band 2. Springer VS, Wiesbaden 2019, ISBN 978-3-658-23420-1.
- mit Peter Dellitsch (Hrsg.): Franz Schubert. Die Texte seiner Lieder und Gesänge und ihre Dichter (= Schubert. Perspektiven, Studien, Band 8). Franz Steiner Verlag, Stuttgart 2023, ISBN 978-3-515-13339-5.